# Mordella borealis
Mordella borealis es una especie de coleóptero de la familia Mordellidae.

## Distribución geográfica
Habita en Labrador (Canadá).